# 吾妻郡
- 令制国一覧 > 東山道 > 上野国 > 吾妻郡
- 日本 > 関東地方 > 群馬県 > 吾妻郡

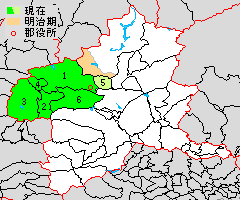
群馬県吾妻郡の範囲（1.中之条町 2.長野原町 3.嬬恋村 4.草津町 5.高山村 6.東吾妻町。薄緑色：後に編入された区域 薄黄：後に他郡に所属した区域）

吾妻郡（あがつまぐん）は、群馬県（上野国）の郡。
人口47,608人、面積1,278.55km²、人口密度37.2人/km²。（2025年2月1日、推計人口）
以下の4町2村を含む。
- 中之条町（なかのじょうまち）
- 長野原町（ながのはらまち）
- 嬬恋村（つまごいむら）
- 草津町（くさつまち）
- 高山村（たかやまむら）
- 東吾妻町（ひがしあがつままち）

## 郡域
1878年（明治11年）に行政区画として発足した当時の郡域は、上記の4町2村から高山村を除き、下記を加えた区域にあたる。
- 利根郡みなかみ町（大字須川、東峰、西峰須川、入須川、布施、師田、吹路、永井、猿ヶ京温泉）

## 歴史

### 近代以降の沿革
- 「旧高旧領取調帳」に記載されている明治初年時点での支配は以下の通り。●は村内に寺社領が存在。幕府領は関東在方掛の岩鼻陣屋が管轄。旗本領は全域が小栗氏の知行であった。（4町86村）

| 知行   | 知行   | 村数     | 村名 |
| ------ | ------ | -------- | --- |
| 幕府領 | 幕府領 | 42村     | 新井村、川原畑村、大戸村、萩生村、本宿村、●須賀尾村、鎌原村、川原湯村、林村、与喜屋村、羽根尾村、長野原村、狩宿村、横壁村、大柏木村、草津村、前口村、干俣村、赤岩村、箱島村、湯宿村、原岩本村、合瀬村、四万村、大道新田、横谷村、栃窪村、大前村、猿ヶ京村、岡崎新田、入山村、大笹村、田代村、入須川村、上須川村、門貝村、厚田村、川戸村、金井村、岩井村、植栗村、松尾村                                                |
| 幕府領 | 旗本領 | 4町 44村 | 小泉村、泉沢村、奥田村、五町田村、蟻川村、横尾村、赤坂村、大塚村、伊勢町、青山村、生須村、日影村、立石村、勘場木村、坪井村、今井村、赤羽根村、中居村、西窪村、小宿村、袋倉村、芦生田村、古森村、東峰須川村、西峰須川村、須川町、師田村、新巻村、平村、布施村、原町、吹路村、長井村、太子村、小雨村、山田村、市城村、折田村、郷原村、上沢渡村、中之条町、西中之条村、矢倉村、五反田村、三島村、松谷村、下沢渡村、岩下村 |

- 慶応4年6月17日（1868年8月5日） - 新政府が岩鼻陣屋に岩鼻県を設置。当郡の全域を管轄。
- 明治4年10月28日（1871年12月10日） - 第1次府県統合により群馬県（第1次）の管轄となる。
- 明治6年（1873年）6月15日 - 熊谷県の管轄となる。
- 明治7年（1874年）（4町82村）
  - 赤羽根村・中居村が合併して三原村となる。
  - 湯宿村が布施村に、合瀬村が長井村に、上須川村が入須川村にそれぞれ合併。
- 明治8年（1875年）（4町76村）
  - 狩宿村・小宿村が合併して応桑村となる。
  - 立石村・勘場木村・坪井村が合併して大津村となる。
  - 新井村が与喜屋村に、横谷村・松尾村が松谷村にそれぞれ合併。
- 明治9年（1876年）8月21日 - 第2次府県統合により、熊谷県が武蔵国の管轄地域を埼玉県に合併して群馬県（第2次）に改称。当郡域は群馬県の管轄となる。
- 明治11年（1878年）12月7日 - 郡区町村編制法の群馬県での施行により、行政区画としての吾妻郡が発足。郡役所が中之条町に設置。

### 町村制以降の沿革

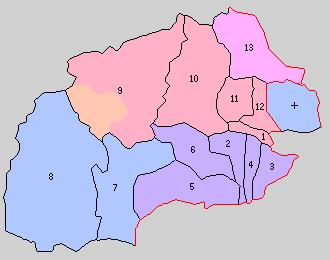
1.中之条町 2.原町 3.東村 4.太田村 5.坂上村 6.岩島村 7.長野原町 8.嬬恋村 9.草津村 10.沢田村 11.伊参村 12.名久田村 13.久賀村（紫：東吾妻町 桃：みなかみ町 赤：中之条町 橙：草津町 青：合併なし ＋は高山村）

- 明治22年（1889年）4月1日 - 町村制の施行により、以下の町村が発足。（3町10村）
  - 中之条町 ← 中之条町、西中之条村、伊勢町、青山村、市城村（現・中之条町）
  - 原町 ← 原町、金井村、川戸村（現・東吾妻町）
  - 東村 ← 五町田村、箱島村、岡崎新田、奥田村、新巻村（現・東吾妻町）
  - 太田村 ← 植栗村、岩井村、小泉村、泉沢村（現・東吾妻町）
  - 坂上村 ← 大戸村、萩生村、本宿村、須賀尾村、大柏木村（現・東吾妻町）
  - 岩島村 ← 岩下村、松谷村、三島村、矢倉村、郷原村、厚田村（現・東吾妻町）
  - 長野原町 ← 長野原村、与喜屋村、羽根尾村、古森村、大津村、応桑村、横壁村、林村、川原畑村、川原湯村（現存）
  - 嬬恋村 ← 三原村、今井村、鎌原村、門貝村、袋倉村、芦生田村、西窪村、大笹村、大前村、干俣村、田代村（現存）
  - 草津村 ← 草津村、前口村（現草津町）、赤岩村、小雨村、生須村、太子村、日影村、入山村（現・中之条町）
  - 沢田村 ← 四万村、山田村、折田村、上沢渡村、下沢渡村（現・中之条町）
  - 伊参村 ← 原岩本村、五反田村、蟻川村、大道新田（現・中之条町）
  - 名久田村 ← 平村、横尾村、大塚村、赤坂村、栃窪村（現・中之条町）
  - 久賀村 ← 須川町、東峰須川村、西峰須川村、入須川村、布施村、師田村、吹路村、長井村、猿ヶ京村（現・利根郡みなかみ町）
- 明治29年（1896年）
  - 4月1日- 郡制の施行のため、以下の変更が行われる。（3町10村）
    - 利根郡・北勢多郡および当郡の一部の区域（久賀村）をもって、改めて利根郡が発足。久賀村が郡より離脱。
    - 西群馬郡高山村の所属郡が当郡に変更。

  - 7月15日 - 郡制を施行。
- 明治33年（1900年）7月1日 - 草津村が廃止となり、一部（大字草津・前口）に草津町が、残部（赤岩・小雨・生須・太子・日影・入山）に六合村がそれぞれ発足。（4町10村）
- 大正12年（1923年）4月1日 - 郡会が廃止。郡役所は存続。
- 大正15年（1926年）7月1日 - 郡役所が廃止。以降は地域区分名称となる。
- 昭和30年（1955年）
  - 3月1日 - 原町・太田村・岩島村・坂上村が合併し、改めて原町が発足。（4町7村）
  - 4月15日 - 中之条町・沢田村・伊参村・名久田村が合併し、改めて中之条町が発足。（4町4村）
- 昭和31年（1956年）2月1日 - 原町が吾妻町に改称。
- 平成18年（2006年）3月27日 - 吾妻町・東村が合併して東吾妻町が発足。（4町3村）
- 平成22年（2010年）3月28日 - 六合村が中之条町に編入。（4町2村）

### 変遷表
| 明治22年4月1日 | 明治22年4月1日 | 明治22年 - 大正15年         | 明治22年 - 大正15年   | 昭和1年 - 昭和19年 | 昭和20年 - 昭和29年 | 昭和30年 - 昭和64年     | 昭和30年 - 昭和64年         | 平成1年 - 現在                         | 現在              |
| -------------- | -------------- | --------------------------- | --------------------- | ------------------ | ------------------- | ----------------------- | --------------------------- | -------------------------------------- | ----------------- |
| 利根郡         | 湯ノ原村       | 湯ノ原村                    | 明治41年5月1日 新治村 | 利根郡 新治村      | 利根郡 新治村       | 利根郡 新治村           | 利根郡 新治村               | 平成17年10月1日 利根郡みなかみ町の一部 | 利根郡 みなかみ町 |
| 吾妻郡         | 久賀村         | 明治29年4月1日 利根郡へ移行 | 明治41年5月1日 新治村 | 利根郡 新治村      | 利根郡 新治村       | 利根郡 新治村           | 利根郡 新治村               | 平成17年10月1日 利根郡みなかみ町の一部 | 利根郡 みなかみ町 |
| 吾妻郡         | 原町           | 原町                        | 原町                  | 原町               | 原町                | 昭和30年3月1日 原町     | 昭和31年2月1日 吾妻町に改称 | 平成18年3月27日 東吾妻町               | 東吾妻町          |
| 吾妻郡         | 太田村         | 太田村                      | 太田村                | 太田村             | 太田村              | 昭和30年3月1日 原町     | 昭和31年2月1日 吾妻町に改称 | 平成18年3月27日 東吾妻町               | 東吾妻町          |
| 吾妻郡         | 岩島村         | 岩島村                      | 岩島村                | 岩島村             | 岩島村              | 昭和30年3月1日 原町     | 昭和31年2月1日 吾妻町に改称 | 平成18年3月27日 東吾妻町               | 東吾妻町          |
| 吾妻郡         | 坂上村         | 坂上村                      | 坂上村                | 坂上村             | 坂上村              | 昭和30年3月1日 原町     | 昭和31年2月1日 吾妻町に改称 | 平成18年3月27日 東吾妻町               | 東吾妻町          |
| 吾妻郡         | 東村           | 東村                        | 東村                  | 東村               | 東村                | 東村                    | 東村                        | 平成18年3月27日 東吾妻町               | 東吾妻町          |
| 吾妻郡         | 長野原町       | 長野原町                    | 長野原町              | 長野原町           | 長野原町            | 長野原町                | 長野原町                    | 長野原町                               | 長野原町          |
| 吾妻郡         | 草津村         | 明治33年7月1日 草津町       | 明治33年7月1日 草津町 | 草津町             | 草津町              | 草津町                  | 草津町                      | 草津町                                 | 草津町            |
| 吾妻郡         | 草津村         | 明治33年7月1日 六合村       | 明治33年7月1日 六合村 | 六合村             | 六合村              | 六合村                  | 六合村                      | 平成22年3月28日 中之条町に編入         | 中之条町          |
| 吾妻郡         | 中之条町       | 中之条町                    | 中之条町              | 中之条町           | 中之条町            | 昭和30年4月1日 中之条町 | 昭和30年4月1日 中之条町     | 中之条町                               | 中之条町          |
| 吾妻郡         | 沢田村         | 沢田村                      | 沢田村                | 沢田村             | 沢田村              | 昭和30年4月1日 中之条町 | 昭和30年4月1日 中之条町     | 中之条町                               | 中之条町          |
| 吾妻郡         | 伊参村         | 伊参村                      | 伊参村                | 伊参村             | 伊参村              | 昭和30年4月1日 中之条町 | 昭和30年4月1日 中之条町     | 中之条町                               | 中之条町          |
| 吾妻郡         | 名久田村       | 名久田村                    | 名久田村              | 名久田村           | 名久田村            | 昭和30年4月1日 中之条町 | 昭和30年4月1日 中之条町     | 中之条町                               | 中之条町          |
| 吾妻郡         | 嬬恋村         | 嬬恋村                      | 嬬恋村                | 嬬恋村             | 嬬恋村              | 嬬恋村                  | 嬬恋村                      | 嬬恋村                                 | 嬬恋村            |
| 西群馬郡       | 高山村         | 明治29年4月1日 吾妻郡に移行 | 高山村                | 高山村             | 高山村              | 高山村                  | 高山村                      | 高山村                                 | 高山村            |

## 行政
歴代郡長
特記なき場合『群馬県吾妻郡誌』による。
| 代 | 氏名       | 就任年月日                 | 退任年月日                 | 備考                   |
| -- | ---------- | -------------------------- | -------------------------- | ---------------------- |
| 1  | 真野節     | 明治11年（1878年）12月     | 明治18年（1885年）8月10日  |                        |
| 2  | 町田重平   | 明治18年（1885年）8月10日  | 明治18年（1885年）9月18日  |                        |
| 3  | 石原蔵蔵   | 明治18年（1885年）9月18日  | 明治19年（1886年）8月25日  |                        |
| 4  | 小関信国   | 明治19年（1886年）8月25日  | 明治20年（1887年）12月28日 |                        |
| 5  | 井原昂     | 明治20年（1887年）12月28日 | 明治22年（1889年）3月12日  | 北甘楽郡長に転任       |
| 6  | 鳥山無可   | 明治22年（1889年）3月12日  | 明治29年（1896年）4月      |                        |
| 7  | 石川泰三   | 明治29年（1896年）4月      | 明治31年（1898年）10月4日  |                        |
| 8  | 辻鉀三郎   | 明治31年（1898年）10月4日  | 明治36年（1903年）5月27日  | 多野郡長に転任         |
| 9  | 深田錠八   | 明治36年（1903年）5月27日  | 明治37年（1904年）11月1日  |                        |
| 10 | 山崎金四郎 | 明治37年（1904年）11月1日  | 明治41年（1908年）12月23日 |                        |
| 11 | 関鉎三郎   | 明治41年（1908年）12月23日 | 明治45年（1912年）2月23日  |                        |
| 12 | 井上喜三   | 明治45年（1912年）2月23日  | 大正3年（1914年）8月4日    | 北甘楽郡長に転任       |
| 13 | 藤崎正義   | 大正3年（1914年）8月4日    | 大正8年（1919年）9月1日    |                        |
| 14 | 原勝       | 大正8年（1919年）9月1日    | 大正10年（1921年）3月5日   | 碓氷郡長に転任         |
| 15 | 鳥海喜久多 | 大正10年（1921年）3月5日   | 大正12年（1923年）12月24日 | 邑楽郡長に転任         |
| 16 | 新居明     | 大正12年（1923年）12月24日 | 大正13年（1924年）10月4日  |                        |
| 17 | 羽鳥升平   | 大正13年（1924年）10月4日  | 大正13年（1924年）12月17日 | 佐波郡長に転任         |
| 18 | 富塚善助   | 大正13年（1924年）12月17日 | 大正15年（1926年）6月30日  | 郡役所廃止により、廃官 |